# カスパール・フォン・シュティーラー

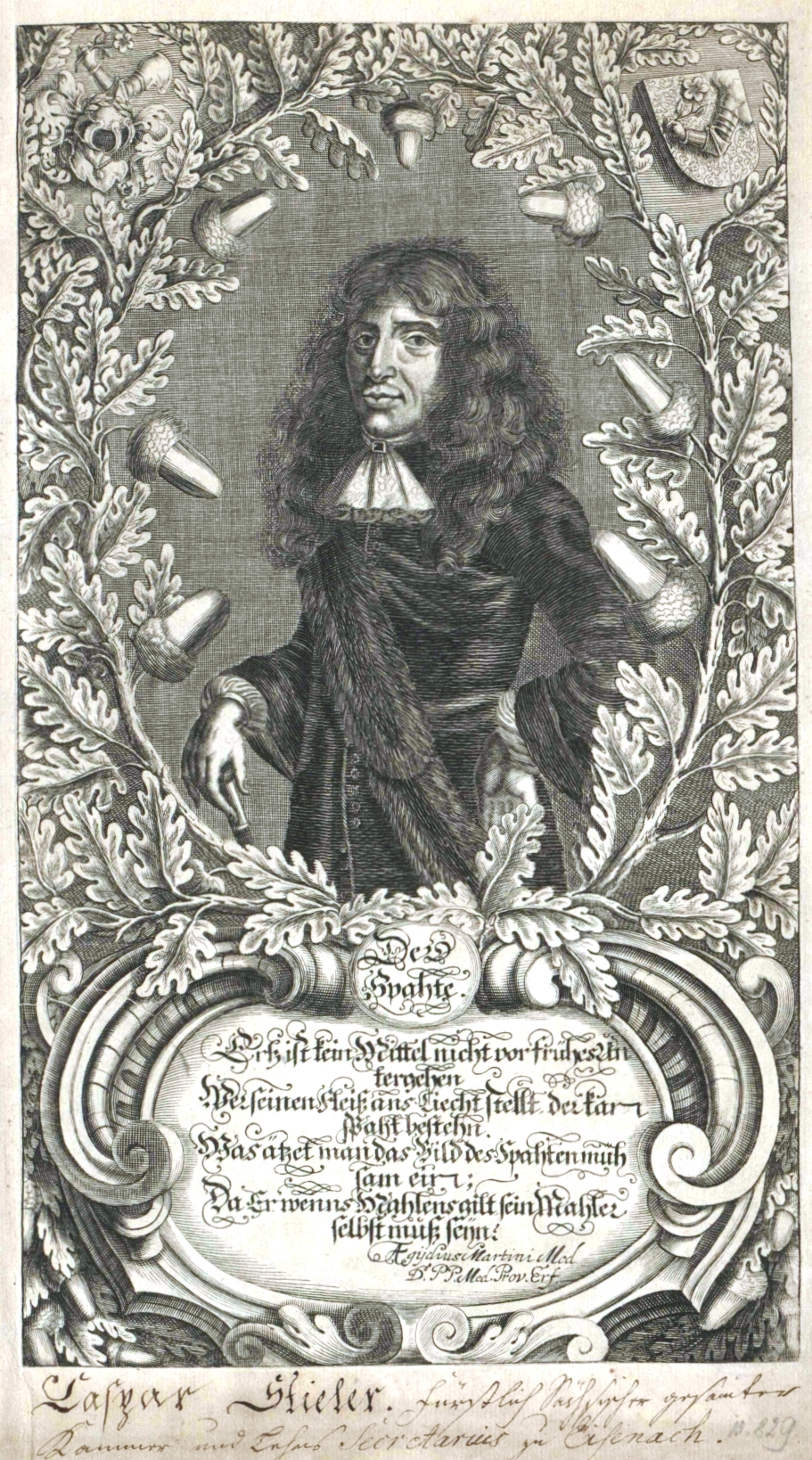
Der Teutsche Advokat（ドイツの弁護士）、ニュルンベルク、ホフマン1678年の表紙の銅板画：カスパール・ダーフィト・フォン・シュティーラー

カスパール・フォン・シュティーラー（Kaspar von Stieler、1632年3月25日 又は1632年8月2日 - 1707年6月24日）は、ドイツの抒情詩人・劇作家・小説家・学者・言語学者であり、特に彼自身が編纂した辞書で知られ、これは当時の語彙を代表するものである。

## 生涯
シュティーラーは、エアフルトの市民の家庭に生まれ（父と祖父は薬剤師であった）、エアフルトの商人学校とギムナジウム（ドイツ語版）に通った。1647年からライプツィヒとエアフルトの大学で、1649年からはマールブルクとギーセンの大学で医学を学んだ。1649年にはライプツィヒでギャラントな歌で注目される。1650年に禁止されていた決闘をしたため退学処分にされる。1651年にはケーニヒスベルク近辺で家庭教師をし、1653年には、ケーニヒスベルク大学に入学し、1654年まで医学、法学、神学、「雄弁術」（修辞学）を学んだ。またケーニヒスベルクで、シュテーラーは詩人で作曲家であるハインリヒ・アルベルト（ドイツ語版）や詩人のジーモン・ダッハと交友を持った。おそらくこの東プロイセン時代に、1660年にGeharnschte Venusとして出版される詩の大部分が成立した。シュティーラーは、1655年からポーランドとスウェーデンの間の戦争にトランペット奏者として参加した。1656年には疫病に感染したため退役し、1657年にはダンツィヒ経由でハンブルクに向かった。その後学業のためオランダに向かうが、フランス兵として強制的に徴集され、戦争のごたごたでスペインまで行くこととなった。その後逃亡してフランスに戻り、ある侯爵の家庭教師として船でイタリアに赴いたりした。ドイツに戻ると、1661年にはイェーナで短期間法律を学び、1662年に修了した。1663年には、市参議会員ゲオルク・フリードリヒ・ブライテンバッハ（ドイツ語版）の娘であるエアフルトのレギーナ・ゾフィー・ブライテンバッハ（1640年10月7日 - 1676年9月27日）と最初の結婚をした。シュティーラーは、1662年から様々な中部ドイツの宮廷で秘書として働く傍ら、文学、後には言語学や法学などの書物を手掛けた。1666年には、ザクセン＝アイゼナハ（ドイツ語版）侯爵領の総督ツァハリアス・プリュシェンク・フォンリンデンホーフェン（ドイツ語版）の秘書となり、シュティーラーはここで実りを結ぶ会と接触し、1668年にアウグスト・フォン・ザクセン＝ヴァイセンフェルス公爵（ドイツ語版）を通じて会に加盟した。会では名前としてSpate、標語としてübertrifft den Frühzeitigen（早熟を超える）が与えられ、紋章にはカリフラワーがあてられた。ケーテンの名簿では、813番にシュティーラーの名が記されている。最初の妻レギーナ・ゾフィーが亡くなると、1677年5月15日にアイゼナハの市長の娘クリスティアーネ・マルガレーテ・コッタと結婚した。1689年には秘書の仕事を辞めてエアフルトに戻り、以降は在野の学者として多くの著作を残した。1705年には世襲の貴族に列された。1707年6月24日に、シュティーラーは故郷で亡くなった。

## Die Geharnschte Venus
詩集Die Geharnschte Venus（武装したヴィーナス）は、シュティーラーが軍隊にいた時に成立し、「Filidor der Dorfferer」の筆名のもと出版された。各詩の前にはメロディーと数字付低音の譜面が記載されている。自身の体験のもと、古典ラテンの恋愛悲歌、ペトラルキズム（ドイツ語版）と反ペトラルキズム、近代のマリニスト（英語版）、ニュルンベルクのバロックマニエリスト、とりわけマルティン・オピッツ（ドイツ語版）の詩のモチーフとテーマが結びつき、多様性に富んだ独自の世界が歌われている。

## 讃美歌集の共編者
1673年にヨハン・ギュンター・レーラーにより出版されたアイゼナハの讃美歌集の前文には、新しい詩を加え歌集をまとめた共編者の名前としてSpahteが挙げられている。これはシュティーラーの実りを結ぶ会での名前である。

## Der teutschen Sprache Stammbaum und Fortwachs
シュティーラーによるDer teutschen Sprache Stammbaum und Fortwachs（ドイツ語の系譜と繁栄）（1691年）は、それまでにない規模のドイツ語の辞書であり、今日でも注目に値するものである。「カスパール・シュティーラーの辞書は、現代の辞書学の始まりに位置している。これは、ドイツ語の語彙の包括的な記録の最初の試みであり、最初は主にラテン語の訳として辞書に取り入れられたのであった。」
辞書は、実りを結ぶ会の他の会員との緊密な調整のもとで誕生した。ドイツ標準語への発展はまだ完了しておらず、その会の文法家は、矛盾のない規則体系を定めることを主な課題と考えていた。シュティーラーも語彙に関して似たようなことを考えており、そのため各見出し語は文法的に定められた。名詞には性と複数形（不明瞭な場合は単数属格も）が記され、強変化動詞には基本形が記された。
シュティーラーには純粋主義があり、外来語においてはできる限りのドイツ語の語根を探している。シュティーラーは、Naturという言葉はドイツのUrに由来し、したがって「nach dem Ur(wesen)」（Urなるものに向かって）を意味すると主張している。明らかな語源であるラテン語naturaについては記述していない。
シュティーラーの関心は、特にドイツ語の造語法に向けられた。この際、造語の可能性を掘り進めている（例えば、動詞の語幹と接辞との組合せを、当時の文献にその用例がないにもかかわらず、見出し語に取り入れている）。この際にあげられている言葉の意味は、あまり体系的でない。

## 作品
- Die Geharnschte Venus oder Liebes-Lieder im Kriege gedichtet mit neuen Gesang-Weisen zu singen und zu spielen gesezzet nebenst ettlichen Sinnreden. Guth, Pfeiffer, Hamburg 1660 (Digitalisat und Volltext - Deutschen Textarchiv); Nachdruck hrsg. v. Herbert Zeman, München 1968.
- Rudolstädter Festspiele. Rudolstadt 1665–1667.
- Die Dichtkunst des Spaten. Autograph 1685; Neudruck hrsg. v. Herbert Zeman, Wien 1975.
- Der Teutschen Sprache Stammbaum und Fortwachs. Nürnberg 1691 (Digitalisat bei Bayerische Staatsbibliothek digital); Nachdruck hrsg. v. Erika Ising, Hildesheim 1968.
- Zeitungs Lust und Nutz. Hamburg 1695 (online – Internet Archive); Neuausgabe hrsg. v. Gert Hagelweide, Bremen 1969.